# Craspedortha porphyria
Craspedortha porphyria là một loài bướm đêm thuộc họ Sphingidae. Nó được tìm thấy ở Nepal, đông bắc Ấn Độ, Myanma, miền nam Trung Quốc, và phía nam đến Việt Nam và miền trung Thái Lan. Nó cũng known from Java.

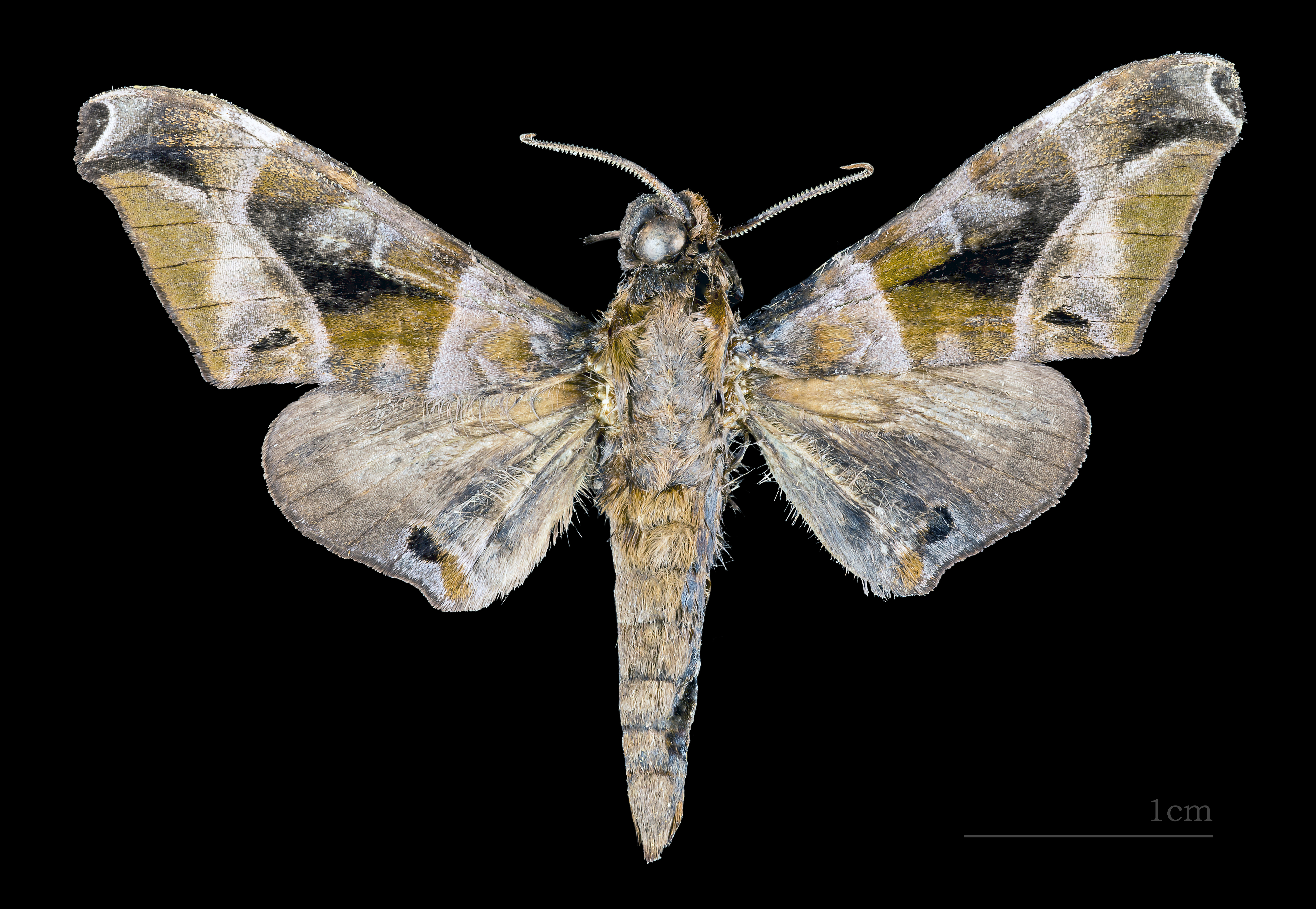
♂
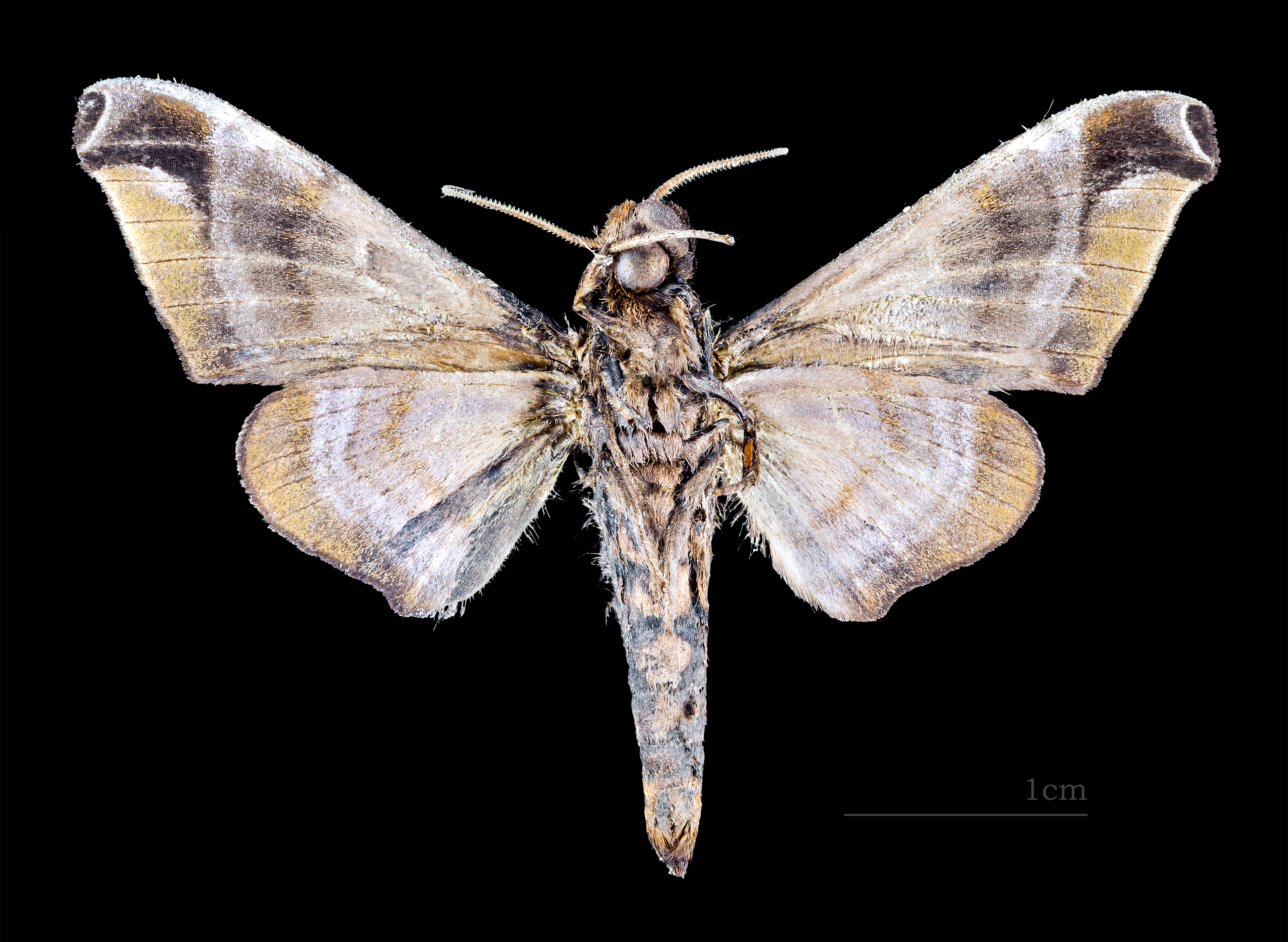
♂ △

Sải cánh dài khoảng 60 mm. The ground colour of the forewing upperside consists of shades of brown và pale grey with pale purple highlights. There là một dark, roughly pentagonal patch có ở the median area.
Ấu trùng ăn Vitex canescens in Laos và Thailand.

## Phụ loài
- Craspedortha porphyria porphyria (Nepal, đông bắc Ấn Độ, Myanmar, miền nam China, và phía nam đến Vietnam và miền trung Thailand)
- Craspedortha porphyria basale (Dupont, 1937) (Java)